# 氷川神社 (上尾市平塚)
氷川神社（ひかわじんじゃ）は、埼玉県上尾市の神社。

## 歴史
承応年間（1652年 - 1655年）に創建された。1653年（承応2年）に当地の平塚村が上・中・下の3村に分村していることから、それを契機に創建されたものと推測される。隣にあった「宝寿院」が別当寺であった。真福寺は真言宗の寺院であったが、明治初期の神仏分離により、廃寺に追い込まれた。
1873年（明治6年）、近代社格制度に基づく「村社」に列せられ、1907年（明治40年）の神社合祀により周辺の10社が合祀された。ただこの10社のうち、「神明社」と「稲荷社」は書類上のもので、事実上存続している。

## 交通アクセス
- 路線バス火の見下停留所より徒歩9分。